# Élections municipales albanaises de 2019
Les élections municipales albanaises de 2019 ont lieu le 30 juin 2019 en Albanie. Le parti socialiste du premier ministre Edi Rama remporte toutes les municipalités à la suite du boycott d'une grande partie de l'opposition. 